# 644 (číslo)
Šest set čtyřicet čtyři je přirozené číslo. Následuje po čísle šest set čtyřicet tři a předchází číslu šest set čtyřicet pět. Římskými číslicemi se zapisuje DCXLIV a řeckými číslicemi χμδ. 

## Matematika
644 je:
- Abundantní číslo
- Složené číslo
- Šťastné číslo

## Astronomie
- (644) Cosima je planetka hlavního pásu, kterou objevil v roce 1907 August Kopff

## Roky
- 644
- 644 př. n. l.